# Georg Piskurek
Georg Piskurek (* 7. August 1898 in Glauchau; † unbekannt) war ein deutscher Kommunalpolitiker (NSDAP).

## Leben und Wirken
Piskurek war Ingenieur und trat zum 24. Juni 1927 der NSDAP bei (Mitgliedsnummer 63.656). In Berlin-Lichtenberg wurde er Ortsgruppenleiter der NSDAP, bevor er nach Sachsen ging. Hier wurde er Kreisbetriebszellenobmann und im April 1934 von den Stadtverordneten Zwickaus zum berufsmäßigen Stadtrat gewählt.
Nachdem das Amt der Ersten Bürgermeisters der Stadt Annaberg im Erzgebirge über ein Jahr unbesetzt war, übernahm er mit Wirkung vom 1. Oktober 1941 die Verwaltungsgeschäfte der Stadt Annaberg, in der damals rund 20.000 Einwohner lebten. Hier wurde er zum Staatskommissar ernannt und war als Bürgermeister gleichzeitig Theaterintendant und in mehreren Aufsichtsräten, zum Beispiel der Landesgasversorgung Sachsen. Er wurde zum Kriegsstellvertreter des Kreisamtsleiters für Kommunalpolitik der NSDAP berufen und etablierte sich in der Kreisorganisation im Obererzgebirge. In der SS brachte Piskurek es zum SS-Hauptsturmführer.
Ende März 1945 wurde Piskurek auf Beschluss des sächsischen Gauleiters Martin Mutschmann als Vertreter des Oberbürgermeisters Ewald Dost zu dessen Entlastung nach Zwickau zurückgeholt und dort kommissarisch als Oberbürgermeister eingesetzt. Hier erlebte er einige Wochen später den Einmarsch der Amerikaner.